# NGC 3653
NGC 3653 je eliptična galaktika u zviježđu Lavu.

## Vanjske poveznice
- (eng.) SEDS: NGC 3653
- (eng.) Revidirani Novi opći katalog
- (eng.) Izvangalaktička baza podataka NASA-e i IPAC-a
- (eng.) Astronomska baza podataka SIMBAD
- (eng.) VizieR